# Landskap, motiv från Nummedalen i Norge
Landskap, motiv från Nummedalen i Norge, är en oljemålning av Joachim Frich från 1850. Sannolikt fick Frich i uppdrag av Oscar I att måla detta verk. Målningen förvärvades av Nationalmuseum i Stockholm som en gåva enligt testamente 1873 av Karl XV.
Målningen finns på utställning på Nationalmuseum i Stockholm.